# Enicospilus woldai
Enicospilus woldai là một loài tò vò trong họ Ichneumonidae.